# Списак заштићених подручја у Србији
Заштићено подручје (природно добро) је предеона целина која се одликује специфичном геолошком, биолошком или екосистемном разноврсношћу. На основу међународних и општеприхваћених стандарда неко подручје се може заштити законом, што се доноси у договору са надлежним министарством и заводом. Предеоне целине је могуће повезивати са суседним целинама у другој држави.

## Заштићена подручја у Србији
У Републици Србији законом је заштићен око 450 природних целина и добара. Проглашено је пет националних паркова, 13 паркова природе, 74 резервата природе, 28 предела изузетних одлика и 253 споменика природе. Нека од природних добара су у поступку заштите.
- Београд
- Војводина
- Шумадија и западна Србија
- Јужна и источна Србија
- Косово и Метохија

## Категорије заштите
- национални парк
- предео изузетних одлика
- парк природе
- резерват природе
- резерват биосфере
- споменик природе
- заштићено станиште
- меморијални природни споменик